# Sophisticated Swing
Sophistcated Swing è il quinto album di Julian Cannonball Adderley, pubblicato dalla Emarcy Records nel 1957.

## Descrizione
Nel 1995 la Verve Records pubblicò un doppio CD dal titolo "Sophisticated Swing : The EmArcy Small-Group Sessions", che comprendeva oltre ai nove brani del disco originale del 1957, altri brani dello stesso periodo per un totale di 36 pezzi.

## Tracce
Lato A
1. Another Kind of Soul – 3:37 (Nat Adderley)
2. Miss Jackie's Delight – 6:13 (Nat Adderley, Gene Wright)
3. Spring Is Here – 3:43 (Richard Rodgers, Lorenz Hart)
4. Tribute to Brownie – 3:27 (Nat Adderley, Duke Pearson)

Durata totale: 17:00
Lato B
1. Spectacular – 3:52 (Nat Adderley, Sam Jones)
2. Jeanie – 3:24 (Nat Adderley)
3. Stella by Starlight – 3:20 (Victor Young, Ned Washington)
4. Eddie McLin – 5:13 (Gene Wright)
5. Cobbweb – 2:40 (Gene Wright)

Durata totale: 18:29

## Musicisti
- Julian Cannonball Adderley - sassofono alto (no su brano B3)
- Nat Adderley - cornetta (no su brano B3)
- Junior Mance - pianoforte
- Sam Jones - contrabbasso
- Jimmy Cobb - batteria